# اعلامیه سازش
اعلامیه سازش (انگلیسی: Act of Accord) اعلامیه یا رساله و سند سازش و همچنین اعلامیه پیمان، اشاره به سندی دارد که در ۲۵ اکتبر سال ۱۴۶۰ توسط پارلمان انگلستان تصویب شد، سه هفته پس از آن ریچارد یورک، سومین دوک یورک وارد اتاق شورا شد و دست خودش را بر روی تاج و تخت خالی گذاشت، طبق قانون، شاه هنری ششم پادشاه انگلستان برای حفظ بقا ناچار به نگهداری تاج و تخت بود، به استثنای موضوع فرزندش، ادوارد وست‌مینستر، هنری با همه موارد درج شده در این بند موافق بود
مدتی بعد در خلال جنگ رزها و در حالی که پادشاهی تقسیم و چند تکه شده بود، همسر هنری به دلیل محروم ماندن فرزندش از پذیرش آن سر باز زد در حالی که همراهی، همدلی و نیروی اصلی لنکسترها را در اختیار داشت، بلافاصله و به دنبال عواقب این موضوع، لنکسترها دوک یورک را در دسامبر ۱۴۶۰ شکست داده و به قتل رساندند (هر چند در قانون ذکر شده بود که کشتن وی خیانتی بزرگ به حساب خواهد آمد)، با این همه در بهار ۱۴۶۱ توسط پسر یورک یعنی ادوارد که بعدها پادشاه شد، لنکسترها شکست خوردند، در مجلس همان سال (در ۳۱ اکتبر) یورک عنوان شاهزاده ولز را ایجاد کرد و همینطور عناوین دیگری همچون ارل چستر، دوک کورنوال و محافظان پادشاه انگلستان